# Károly Kontha
Károly Kontha (ur. 18 lutego 1925, zm. 5 listopada 2002 w Budapeszcie) – węgierski piłkarz (obrońca) i trener.

## Życiorys
Piłkarską karierę rozpoczął w 1945. W latach 50. 12 razy wystąpił w II reprezentacji Węgier. Karierę zawodniczą zakończył w 1958 i zajął się opieką nad juniorami Vasasu Budapeszt. W tym samym roku rozpoczął studia trenerskie w Budapeszcie, ukończył je w 1965 z tytułem trenera piłki nożnej. Jako trener Stali Mielec zdobył z nią mistrzostwo Polski w sezonie 72/73. Przed rozpoczęciem sezonu 73/74, mimo podpisanego 2-letniego kontraktu ze Stalą, powrócił na Węgry z powodu złego stanu zdrowia.